# The Chronic
| 전문가 평가                   | 전문가 평가 |
| 평가 점수                     | 평가 점수   |
| 출처                          | 점수        |
| ----------------------------- | ----------- |
| AllMusic                      | [ 2 ]       |
| Blender                       | [ 3 ]       |
| Encyclopedia of Popular Music | [ 4 ]       |
| Entertainment Weekly          | A+          |
| Los Angeles Times             | [ 6 ]       |
| Pitchfork                     | 10/10       |
| Rolling Stone                 | [ 8 ]       |
| The Rolling Stone Album Guide | [ 9 ]       |
| USA Today                     | [ 10 ]      |
| The Village Voice             | C+          |

《The Chronic》은 미국의 힙합 프로듀서 겸 래퍼 닥터 드레의 데뷔 스튜디오 음반이다. 1992년 12월 15일 그의 음반사인 데스 로 레코드에 의해 발매되었고, 인터스코프 레코드에 의해 배포되었다. 음반 녹음 세션은 1992년 6월에 로스앤젤레스의 데스 로 스튜디오와 할리우드의 버니 그룬드만 마스터링에서 열렸다. 이 음반은 고급 대마초라는 속어의 이름을 따서 지어졌으며, 커버는 지그재그 롤링 페이퍼에 대한 경의를 표한다. 이 음반은 닥터 드레가 재정적인 문제로 힙합 그룹 N.W.A와 그것의 레이블인 루슬러스 레코드를 떠난 후 첫 번째 솔로 음반이었다.
《The Chronic》에서 그는 루슬러스와 그 소유주인 전 N.W.A 멤버인 Eazy-E에 대한 미묘하고 직접적인 모욕을 모두 포함했다. 솔로 음반임에도 불구하고, 이 음반은 자신의 솔로 활동을 위한 발사대로 사용했던 당시 미국의 래퍼 스눕 독의 많은 참여를 특징으로 하고 있다.
《The Chronic》은 빌보드 200에서 3위로 정점을 찍은 뒤 미국 음반 산업 협회로부터 3x 플래티넘 인증을 받아 미국에서 300만 장의 판매고를 올리며 닥터 드레가 1993년 미국 공연 아티스트 10위권 안에 들었다. 《The Chronic》은 《빌보드》 톱 10에서 8개월을 보냈다. 이 음반의 세 개의 싱글은 《빌보드》 싱글 톱 10에 올랐다. 〈Nuthin but a G' Thang〉은 빌보드 핫 100에서 2위를 차지했고 핫 랩 싱글과 핫 R&B 싱글 차트에서 모두 1위를 차지했다.

## 상업적 성과
2015년 기준으로 이 음반은 미국에서 570만 장이 팔렸고 1993년 11월 3일 미국 음반 산업 협회로부터 트리플 플래티넘 인증을 받았다. 이 음반은 닥터 드레의 후속 음반인 《2001》이 6중 플래티넘 인증을 받았기 때문에 두 번째로 많이 팔린 음반이다. 이 음반은 1993년에 처음으로 음악 차트에 등장했고, 빌보드 200에서 3위로 정점을 찍었고, 톱 R&B/힙합 음반에서 1위로 정점을 찍었다. 《The Chronic》은 빌보드 톱 10에서 8개월을 보냈다. 이 음반의 세 개의 싱글은 빌보드 싱글 톱 10에 올랐다. 〈Nuthin' but a G" Thang〉은 빌보드 핫 100에서 2위를 차지했고 핫 랩 싱글과 핫 R&B 싱글 차트에서 모두 1위를 차지했다. 〈Fuck Wit Dre Day (And Everybody's Celebatin)〉는 핫 R&B 싱글 (6위)과 핫 100 (8위)을 포함한 네 개의 다른 차트에서 톱 10 싱글이 되었다.
《The Chronic》은 원래 발매 후 8년 만인 2000년까지 영국 음반 차트에 오르지 못했고 2004년 7월 43위로 정점을 찍었다. 이 음반은 260,814장이 팔렸다. 《The Chronic》은 2003년에 차트에 다시 진입하여 아일랜드 음반 톱 75에서 48위로 정점을 찍었고, 2004년에는 영국 음반 톱 75에서 43위로 정점을 찍었다.

## 곡 목록
| #   | 제목                                               | 프로듀서                                                    | 재생 시간 |
| --- | -------------------------------------------------- | ----------------------------------------------------------- | --------- |
| 1.  | 〈The Chronic〉 (Intro)                            | Dr. Dre, Snoop Dogg                                         | 1:57      |
| 2.  | 〈Fuck Wit Dre Day (And Everybody's Celebratin')〉 | Dr. Dre, Snoop Dogg, RBX, Jewell                            | 4:52      |
| 3.  | 〈Let Me Ride〉                                    | Dr. Dre, Snoop Dogg, Ruben, Jewell                          | 4:21      |
| 4.  | 〈The Day The Niggaz Took Over〉                   | Dr. Dre, Snoop Dogg, RBX, Dat Nigga Daz                     | 4:33      |
| 5.  | 〈Nuthin' but a 'G' Thang〉                        | Dr. Dre, Snoop Dogg                                         | 3:58      |
| 6.  | 〈Deeez Nuuuts〉                                   | Dr. Dre, Warren G, Snoop Dogg, Dat Nigga Daz, Nate Dogg     | 5:06      |
| 7.  | 〈Lil' Ghetto Boy〉                                | Dr. Dre, Snoop Dogg, Nate Dogg                              | 5:27      |
| 8.  | 〈A Nigga Witta Gun〉                              | Dr. Dre                                                     | 3:28      |
| 9.  | 〈Rat-Tat-Tat-Tat〉                                | Dr. Dre, RBX, Snoop Dogg, BJ                                | 3:48      |
| 10. | 〈The $20 Sack Pyramid〉 (Skit)                    | Dr. Dre, Snoop Dogg, Samara, Big Tittie Nickie, The D.O.C.  | 2:53      |
| 11. | 〈Lyrical Gangbang〉                               | The Lady of Rage, Kurupt, RBX                               | 4:04      |
| 12. | 〈High Powered〉                                   | Dr. Dre, The Lady of Rage, RBX, Dat Nigga Daz               | 2:44      |
| 13. | 〈The Doctor's Office〉 (Skit)                     | Dr. Dre, Jewell, The Lady of Rage                           | 1:04      |
| 14. | 〈Stranded On Death Row〉                          | Bushwick Bill, Kurupt, RBX, The Lady of Rage, Snoop Dogg    | 4:47      |
| 15. | 〈The Roach〉 (Outro)                              | RBX, Emmage, Ruben, Dat Nigga Daz, The Lady of Rage, Jewell | 4:36      |
| 16. | 〈Bitches Ain't Shit〉                             | Dr. Dre, Snoop Dogg, Dat Nigga Daz, Kurupt, Jewell          | 4:48      |

## 인증
| 국가                               | 인증        | 판매량/출하량 |
| ---------------------------------- | ----------- | ------------- |
| 캐나다 (뮤직 캐나다)               | 플래티넘    | 100,000       |
| 영국 (BPI)                         | 골드        | 260,814       |
| 미국 (RIAA)                        | 3× 플래티넘 | 5,700,000     |
| 판매량+스트리밍을 기반으로 한 인증 |             |               |